# Michael Willeitner
Michael Willeitner (5 de septiembre de 1990) es un deportista alemán que compite en biatlón. Ganó una medalla de bronce en el Campeonato Europeo de Biatlón de 2014, en la prueba por relevos.

## Palmarés internacional
| Campeonato Europeo | Campeonato Europeo           | Campeonato Europeo | Campeonato Europeo |
| Año                | Lugar                        | Medalla            | Prueba             |
| ------------------ | ---------------------------- | ------------------ | ------------------ |
| 2014               | Nové Město (República Checa) | Medalla de bronce  | Relevos            |